# معدن لندو (ویرجینیای غربی)
معدن لندو (به انگلیسی: Lando Mines) یک منطقهٔ مسکونی در ایالات متحده آمریکا است که در شهرستان مینگو، ویرجینیای غربی واقع شده‌است. معدن لندو ۲۵۳٫۹ متر بالاتر از سطح دریا واقع شده‌است.